# Joaquín Larregla y Urbieta

Escut de Lumbier, població on va néixer Larregla i on fou estimat

Joaquín Larregla y Urbieta (Lumbier, Navarra, 20 d'agost de 1865 - Madrid, 1945) fou un compositor i pianista navarrès.
Fou alumne de Emilio Arrieta. Després de concloure els seus estudis musicals, es dedicà a concertista de piano i mestre compositor. Donà innumerables concerts en els que fou molt ovacionat, el mateix en interpretar la música dels grans mestres dels piano, com seva pròpia. Com a pianista tenia un estil propi i inconfusible, que arrabassava a qui l'escoltava.
Col·laborà en diverses ocasions amb Pablo Sarasate. Les seves obres pertanyen al gènere de la «música de saló» (Tarantela, Rapsodia asturiana). També fou autor de la famosa jota ¡Viva Navarra!.
La seva filla Pilar es casà amb famós compositor, Federico Moreno Torroba.
Larregla era acadèmic de número de l'Reial Acadèmia de Belles Arts de San Fernando i professor de conjunt instrumental en el Conservatorio Nacional de Música de Madrid.

## Obres més conegudes
- En el Pirineo, d'aquesta obra el compositor aragonès José Franco y Ribate en va fer una refós extraordinari.[2]
- Serenata poética
- Brisas de amor
- Preludio en La
- Páginas intimas: en tres temps
- Piezas simfonicas: en quatre temps
- Piezas liricas: en quatre temps
- Piezas caracteristicas: en quatre temps
- Bacanal
- Andalucia
- Noche de niebla
- ¡Adiós, montañes mias!: zortzico
- Siempre palante: jota
- Miguel Andrés: sarsuela en tres actes
- La roncalesa: en un acte